# Haselbachtal
Haselbachtal je obec v německé spolkové zemi Sasko. Nachází se v zemském okrese Budyšín v Horní Lužici a má přibližně 4 000 obyvatel.

## Geografie
Obec se nachází asi 7 kilometrů jihozápadně od města Kamenz a asi 35 kilometrů severovýchodně od saského hlavního města Drážďan. Obec se nachází v západní části Horní Lužice v Lužické pahorkatině a rozkládá se v délce asi 13 kilometrů převážně v údolích Haselbach a Pulsnitz.

## Správní členění
Obec se dělí na 6 místních částí:
- Bischheim
- Gersdorf
- Häslich
- Möhrsdorf
- Reichenau
- Reichenbach